# Monstera obliqua
Espèce
Monstera obliqua est une espèce de plantes à fleurs du genre Monstera, appartenant à la famille des aracées.

## Taxonomie
Cette espèce a été décrite par Miquel en 1844.
Synonymes:
- Monstera falcifolia,
- Monstera expilata Schott
- Monstera fendleri

## Description
Monstera obliqua est une plante grimpante ou terrestre qui présente de grandes perforations, dues à la mort cellulaire programmée lors du développement foliaire,. Ses tiges font entre 2 et 7 mm de diamètre et ses pétioles font entre 10 et 27 cm de long. Ses fruits sont orange vif.

## Distribution
Cette plante se rencontre dans les forêts humides d'Amérique néotropicale, de Panama, jusqu'en Bolivie et au nord du Brésil, jusqu'à 700 mètres d'altitude.